# Lophodermium punctiforme
Lophodermium punctiforme är en svampart som först beskrevs av Elias Fries, och fick sitt nu gällande namn av Karl Wilhelm Gottlieb Leopold Fuckel 1870. Lophodermium punctiforme ingår i släktet Lophodermium och familjen Rhytismataceae.   Inga underarter finns listade i Catalogue of Life.